# Frank Hagar Bigelow
Frank Hagar Bigelow (Concord, 28 agosto 1851 – Vienna, 2 marzo 1924) è stato un meteorologo statunitense.
Insegnò dapprima meteorologia a Washington, poi fisica solare alla George Washington University.
A lui dobbiamo varie ricerche sulla stratificazione termica nell'alta atmosfera e sulla circolazione di questi strati.